# Kanton Saint-Clar
Der Kanton Saint-Clar war bis 2015 ein französischer Wahlkreis in der Region Midi-Pyrénées. Er lag im Arrondissement Condom und im Département Gers. Hauptort war Saint-Clar.
Der 14 Gemeinden umfassende Kanton war 152,25 km² groß und hatte 2829 Einwohner (Stand: 2012).

## Gemeinden
| Gemeinde      | Einwohner | Code postal | Code Insee |
| ------------- | --------- | ----------- | ---------- |
| Avezan        | 84        | 32380       | 32023      |
| Bivès         | 130       | 32380       | 32055      |
| Cadeilhan     | 100       | 32380       | 32068      |
| Castéron      | 58        | 32380       | 32084      |
| Estramiac     | 132       | 32380       | 32129      |
| Gaudonville   | 103       | 32380       | 32139      |
| L'Isle-Bouzon | 249       | 32380       | 32158      |
| Magnas        | 48        | 32380       | 32223      |
| Mauroux       | 113       | 32380       | 32248      |
| Pessoulens    | 159       | 32380       | 32313      |
| Saint-Clar    | 868       | 32380       | 32370      |
| Saint-Créac   | 100       | 32380       | 32371      |
| Saint-Léonard | 143       | 32380       | 32385      |
| Tournecoupe   | 267       | 32380       | 32452      |